# Plattsburgh Pioneers
Die Plattsburgh Pioneers waren eine US-amerikanische Eishockeymannschaft aus Plattsburgh, New York. Das Team spielte in der Saison 1984/85 in einer der drei höchsten kanadischen Junioren-Eishockeyligen, der Québec Major Junior Hockey League (QMJHL).

## Geschichte
Die Plattsburgh Pioneers wurden 1984 als Franchise der Québec Major Junior Hockey League gegründet. Die Pioneers waren das erste Team der QMJHL aus den Vereinigten Staaten. Da die Liga keinen Expansion Draft für Plattsburgh ermöglichen wollte, musste man mit einer unerfahrenen, nur aus US-Amerikanern bestehenden, Mannschaft in die Saison 1984/85 gehen. Aufgrund der fehlenden Spielerqualität verlor Plattsburgh die ersten 17 Partien allesamt, womit die Mannschaft die schlechteste in der Geschichte der QMJHL war. Den einzigen Punkt, den sie holen konnte, war eine Niederlage in der Overtime. Zudem trugen ein Stadion- und Trainerwechsel zu einem chaotischen Premierenjahr bei, woraufhin die Verantwortlichen das Franchise nach nur 17 Partien aus dem Spielbetrieb zurückzogen und es anschließend auflösten.

## Saisonstatistik
Abkürzungen: GP = Spiele, W = Siege, L = Niederlagen, T = Unentschieden, OTL = Niederlagen nach Overtime SOL = Niederlagen nach Shootout, Pts = Punkte, GF = Erzielte Tore, GA = Gegentore, PIM = Strafminuten
| Saison  | GP | W | L  | T | OTL | SOL | Pts | GF | GA | Platz     | Playoffs           |
| 1984–85 | 17 | 0 | 16 | — | 1   | —   | 1   | ?  | ?  | 6., Lebel | nicht qualifiziert |

## Ehemalige Spieler
Obwohl kein Spieler der Plattsburgh Pioneers in der National Hockey League spielte, wurde Plattsburghs John Torchetti später Cheftrainer der Florida Panthers und Los Angeles Kings. 

## Team-Rekorde

### Karriererekorde
Spiele: 17  Jeff Salzbrunn
Tore: 13  Louis Finocchiaro
Assists: 13  Jeff Salzbrunn
Punkte: 22   Louis Finocchiaro
Strafminuten: 42  John Petitti